# Drama (cine y televisión)

Lo que el viento se llevó es un drama épico de romance.

En la cinematografía y la televisión, el drama es un género que trata situaciones generalmente no épicas en un contexto serio, con un tono y una orientación más susceptible de inspirar tristeza y compasión que risa o gracia. Sin embargo, desde el punto de vista etimológico, el drama evoca acción y diálogo.
Este tipo de obra recientemente ha ganado popularidad en varios países del mundo, con series tales como Prison Break, Dr House, etc. Generalmente, una obra dramática se basa en un guion donde con el menor humor posible y de una manera natural, se aborda un tema grave y trascendente (muerte, miseria, infidelidad, violación, sexualidad, toxicomanía, alcoholismo, dilemas morales, prejuicios raciales, intolerancia religiosa, distanciamientos socioeconómicos, violencia sexual, corrupción política, entre otros) con una orientación dolorosa o escandalosa, que casi siempre concreta algún tipo de injusticia social. La obra puede inspirarse en un asunto histórico (con temas como el del Holocausto) o en cuestiones de actualidad. No obstante, no debe confundirse el drama con la tragedia (esta última poco desarrollada en el cine, sacando algunas adaptaciones de novelas o de obras de teatro), ya que una tragedia siempre termina con la muerte de al menos uno de los protagonistas (como por ejemplo en Romeo y Julieta o Notre-Dame de París…).
El drama en el cine implica una película donde se desarrolla a fondo la caracterización de los personajes, de una manera realista, y dejando aflorar sus emociones y sus sentimientos, lo que de una u otra forma genera conflictos entre ellos y aún consigo mismo, o con la sociedad, o con la propia naturaleza.
El drama es un género cinematográfico amplio, que incluye subgéneros tales como la comedia dramática (por ejemplo la película de Charles Chaplin de 1915 titulado The Champion), el drama romántico (por ejemplo la película de la India del año 2010 titulada Mi nombre es Khan, y dirigida y escrita por Karan Johar), los dramas vinculados con el deporte y en especial con el boxeo (por ejemplo School Ties, Varsity Blues, Any Given Sunday, Gridiron Gang, Draft Day, The Damned United, Goal! 3: Taking on the World), el drama costumbrista (por ejemplo Dublineses –Los muertos–), el drama de sala de tribunal o drama legal (por ejemplo la película de 1957 titulado Doce hombres en pugna y dirigido por Sidney Lumet), y el drama policial (por ejemplo la película del año 2003 titulado Las horas del día y dirigido por Jaime Rosales).
En algunos casos, el drama en el cine puede acercarse mucho al género del cine catástrofe (The Towering Inferno, Poseidón, Titanic…).
En el centro de un drama muy frecuentemente se presenta a uno o varios personajes que están en conflicto en un momento crucial de sus vidas. Muy a menudo, los conflictos involucran problemáticas vinculadas con las familias o las relaciones amorosas, como ocurre en Ordinary People, historia que explora la vida diaria de las personas, planteando problemáticas e interrogantes que tocan las emociones y los sentimientos más profundos de gente común y corriente. Aunque no siempre, los dramas a menudo tienen trágicos y muy tristes desenlaces, que conciernen algún tipo de crisis, como por ejemplo la muerte de un miembro de familia (Terms of Endearment), o un divorcio (Kramer vs Kramer), etc.
Algunas de las obras dramáticas de mayor repercusión de la "gran pantalla", desarrollan historias que dan amplia oportunidad a actores y actrices para precisamente demostrar sus dotes actorales, ya que tal vez películas de otros géneros no permiten tan fácilmente un particular lucimiento personal.
Filmes dramáticos con frecuencia han sido nominados al Premio Óscar, y en muchos casos han recibido el preciado galardón tanto a la mejor película como al mejor actor principal o al mejor actor de reparto, etcétera. Muchos aficionados al cine seguramente recordarán las historias dramáticas desarrolladas en películas ganadoras de la conocida estatuilla, tales como The Artist (2011), El discurso del rey (2010), The Hurt Locker (2009), Slumdog Millionaire (2008), No Country for Old Men (2007), The Departed (2006), etc.

## Subgéneros dramáticos
Como ya se dijo, los filmes dramáticos abarcan un gran espectro de diversas y diferentes características, por lo que películas de este tipo pueden ser categorizadas en  subgéneros, según la enumeración que se indica a continuación :
- Drama policíaco o Drama leguleyo – Dramas vinculados a personajes y temáticas relacionados con el crimen, el sistema legal, y el sistema policíaco, como por ejemplo las películas Primal Fear (1996), El informe Pelícano (1993), The Accused (1988), Sacco y Vanzetti (1971), Testigo de cargo (1957).
- Drama histórico e histórico-épico, incluyendo Drama de guerra – Películas que abordan momentos o sucesos dramáticos de la historia.
- Docudrama – La diferencia entre un docudrama y un documental, es que en este último caso se filma a gente real que relata y describe acontecimientos históricos o contemporáneos que vivió o que fue testigo o que le relataron de primera mano, mientras que en un docudrama se filma a actores profesionales o aficionados, quienes recrean las historias sobre la base de un guion o en base improvisada. Este género no debe ser confundido con la llamada docuficción.[12][13]
- Drama de roles o Drama de improvisación – Representación actuada improvisada, ligada o inspirada en el psicodrama.
- Comedia dramática – Obra que incluye drama, y en la que el balance entre humor y abordaje serio y realista está equilibrado o relativamente equilibrado.
- Melodrama – Subtipo de películas dramáticas que desarrollan situaciones en las que se apela a las emociones aumentadas de la audiencia. Las tramas melodramáticas a menudo hacen un buen manejo de las emociones humanas, planteando momentos de crisis, romances fracasados, amistades traicionadas, situaciones familiares difíciles, tragedias de la vida real, enfermedades o neurosis o minusvalías de personas allegadas, etc. Los críticos de cine a veces usan este término en forma peyorativa, para señalar poco realismo, exagerado patetismo o desarrollo de situaciones románicas o domésticas con características muy estereotipadas (a menudo incluyendo un personaje central femenino con actuación poco realista, pero que suele contar con la simpatía del público femenino).[14] Los «melodramas» también reciben otras denominaciones (generalmente despectivas y sexistas) tales como «obras para mujeres», «obras sentimentaloides», «obras weepies», «obras chick-flicks», «solo para chicas», etc, y si los mismos se orientan a un público masculino también despectivamente se los llama «obras de grito macho» o «solo para chicos». Tanto en el teatro como en el cine, este subgénero suele utilizar la música o el canto para enfatizar mejor los sentimientos de los personajes.
- Dramas románticos – Subtipo de películas dramáticas, que incluye escenas de amor romántico o sentimientos amorosos no correspondidos o frustrados, etc. Algunos títulos de este subgénero incluyen: Casablanca (1942), Love Story (1970), Last Tango in Paris (1972), New York, New York (1977), Ghost (1990), y City of Angels (1998).[15][16]
- Tragedia – Drama en el cual las desgracias de uno o varios personajes suelen ser causadas por algún defecto de personalidad, un grave error de juzgamiento o por un carácter demasiado firme y obcecado de alguien, lo que suele desembocar en injusticias y absurdos, y con frecuencia incluso en una o varias muertes.

## Películas años 1950
Durante los primeros años del cine sonoro el melodrama dominó, y como una especie de transición o continuación de las pantomimas del cine mudo, estos influenciaron las películas de los primeros años del cine sonoro. Sin embargo en los años 1950, el surgimiento de actores tales como Marlon Brando, entrenados en técnicas actorales más naturalistas, cambiaron la situación hacia expresiones más realistas. La obra Un tranvía llamado Deseo está considerada como un punto de quiebre, en este desarrollo.
Hacia fines de los años 1970, el melodrama estaba cercano a terminar como género abierto, ya que el realismo dominaba en películas innovadoras o comunes, tal como por ejemplo la de Martin Scorsese titulada Mean Streets (en español: Calles peligrosas o Calles salvajes).
Desde el comienzo del cine mudo hasta los años 1950, los dramas fueron piezas didácticas orientadas a enseñar algo a la audiencia. Películas como The Grapes of Wrath de 1940 (en español: "Viñas de ira") mostraron los efectos de la depresión, y Ciudadano Kane de 1941, como en su momento dijo Orson Welles, no fue solamente una biografía de William Randolph Hearst, sino una historia como la de muchas personas en aquellos tiempos.
En los años 1950, surgieron varios actores dramáticos, que tuvieron su repercusión y su trascendencia. Montgomery Clift, Glenn Ford, James Dean, Bette Davis, y Marilyn Monroe fueron notables actores que en muchos aspectos innovaron en el arte de la actuación. Filmes dramáticos de estos años, se focalizaron en la relación entre los personajes y en el desarrollo y delineamiento de la personalidad. Por ejemplo,  Eva al desnudo del año 1950, se focalizó en la mujer y en su forma de relacionarse con los hombres, mientras que Rebelde sin causa del año 1955, mostró y desarrolló la angustia adolescente. Por su parte, películas como 12 Angry Men del año 1957, y Anatomía de un asesinato del año 1959, mostraron el funcionamiento de los tribunales y de los juicios.
Y algunas de las películas dramáticas más aclamadas por la crítica del cine asiático precisamente fueron producidas en los años 1950, incluyendo por ejemplo Tōkyō monogatari (1953) de Yasujirō Ozu, Ugetsu (1954) de Kenji Mizoguchi, The Apu Trilogy (1955–1959) de Satyajit Ray, Pyaasa (1957) de Guru Dutt, y los filmes de Akira Kurosawa titulados Rashōmon (1950), Ikiru (1952), Seven Samurai (1954).